# Cycas media
Cycas media is een soort uit de familie Cycadaceae. De soort komt in Australië voor langs de oostkust van Queensland en verspreid in het noorden van Northern Territory en Western Australia. De soort staat op de Rode Lijst van de IUCN geklasseerd als 'niet bedreigd'.
... · 
C. circinalis (Ingerolde palmvaren) · 
C. media · 
C. platyphylla · 
C. revoluta · 
...